# Проэритробласт
Проэритробласт (или «рубрибласт», или «пронормобласт», или «препрорубрицит») — это самая ранняя из четырёх стадий развития эритробластов (нормобластов) — клеток эритроидного ростка костного мозга. Проэритробласты развиваются из клеток, являющихся общими предшественниками миелоидного и эритроидного ростков костного мозга — так называемых промиелобластов, или общих миелоидных прародителей. Следующей стадией дифференцировки клеток эритроидного ряда является так называемый базофильный нормобласт (он же базофильный эритробласт), или прорубрицит, затем полихроматофильный (или полихроматический) нормобласт/эритробласт, или рубрицит, а затем ортохроматофильный (или ортохроматический) нормобласт/эритробласт, или метарубрицит.
В гистологии нередко бывает очень трудно отличить проэритробласты от других «бластных» клеток ранних стадий развития — лимфобластов, миелобластов, монобластов и мегакариобластов. Цитоплазма проэритробластов окрашивается в синий цвет при окраске гематоксилин-эозином, что означает, что она базофильна.

Схема гемопоэза у человека

Проэритробласты происходят от CFU-E — «эритроидных колониеобразующих единиц», представляющих собой самые ранние распознаваемые стволовые клетки эритроидного ряда, а те, в свою очередь, происходят от общих миелоидных прародителей (промиелобластов). Из проэритробластов, в свою очередь, образуются базофильные эритробласты, которые затем становятся полихроматофильными эритробластами, затем ортохроматофильными эритробластами, а затем ретикулоцитами и эритроцитами. У мышей проэритробласты являются крупными «рекрутированными» (то есть уже выбравшими эритроидный путь развития) стволовыми клетками, которые экспрессируют высокий уровень белка рецептора трансферрина (рецептора для захвата железа), рецептора эритропоэтина, рецептора фактора стволовых клеток c-Kit, и являются положительными на поверхностный антиген Ter119. Пролиферативная способность проэритробластов более ограничена, чем пролиферативная способность их предшественников, CFU-E.
В организме, начиная со стадии проэритробласта, эритроидные клетки проходят ещё несколько делений. При этом в процессе созревания у них повышается экспрессия «генов выживаемости» (генов устойчивости к апоптозу), таких, как Bcl-XL. Одновременно они захватывают (с помощью рецептора трансферрина), запасают и сохраняют большие запасы железа, повышается синтез гемоглобина и транскрипция многих других эритроидных генов. Этот процесс во многом является зависимым от активности белка GATA-1 и активируется через рецептор эритропоэтина. Кроме этого, в процессе созревания клетки эритроидного ряда постепенно уменьшаются в размерах (несмотря на увеличение содержания гемоглобина), и, в конце концов, теряют ядро и выходят в кровеносное русло в виде ретикулоцитов.

## Термины «пронормобласт» и «проэритробласт»
Некоторые источники считают термины «проэритробласт» и «пронормобласт» синонимичными. Однако другие источники считают термин «проэритробласт» более широким, описывающим две возможные подкатегории:
1. «Пронормобласт» — нормальное развитие;
2. «Промегалобласт» — патологическое развитие, клетки крупнее обычного (встречается при дефиците витамина B12 или фолиевой кислоты).